# جی لین جانسون
جی لین جانسون (انگلیسی: Jay L. Johnson؛ زادهٔ ۵ ژوئن ۱۹۴۶) ادمیرال خلبان بازنشسته نیروی دریایی ایالات متحده آمریکا است، که در فاصله سال‌های ۱۹۹۶ تا ۲۰۰۰ به‌عنوان بیست و ششمین فرمانده عملیات نیروی دریایی آمریکا فعالیت می‌کرد.
جانسون فعالیت نظامی را از سال ۱۹۶۸ در نیروی دریایی آمریکا آغاز کرد و پس از فارغ‌التحصیلی فعالیت خود به‌عنوان خلبان جنگنده اف-۱۴ ادامه داد. وی از ۱۹۹۲ تا ۱۹۹۴ فرماندهی ناوگروه هواپیمابر نبرد را برعهده داشت، از ۱۹۹۴ تا ۱۹۹۵ فرمانده ناوگان دوم ایالات متحده آمریکا بود و از ۱۹۹۵ تا ۱۹۹۶ به‌عنوان جانشین فرمانده نیروی دریایی آمریکا فعالیت می‌کرد.